# Tipula (Tipula) mediterranea
Tipula (Tipula) mediterranea is een tweevleugelige uit de familie langpootmuggen (Tipulidae). De soort komt voor in het Palearctisch gebied.